# Litauische Universität für Gesundheitswissenschaften
Die Litauische Universität für Gesundheitswissenschaften (litauisch Lietuvos sveikatos mokslų universitetas, LSMU) ist eine Universität in der zweitgrößten litauischen Stadt Kaunas. Sie entstand aus dem Zusammenschluss zweier Vorgängerinstitutionen im Jahre 2010.

## Geschichte
Die Litauische Universität für Gesundheitswissenschaften setzt die Tradition der Medizinischen Fakultät der 1922 gegründeten Universität Litauens fort. Nach Schließung bzw. Zerschlagung dieser Universität bestand die medizinische Einrichtung von 1950 bis 1998 als selbständiges Medizinisches Institut Kaunas.
Ab 1989 hieß die Einrichtung Medizinische Akademie, 1998 erfolgte die Umbenennung zur Medizinischen Universität. 2010 schließen sich die Litauische Veterinärakademie und Medizinische Universität zur Litauischen Universität für Gesundheitswissenschaften zusammen.

## Akademien
- Medizinakademie der Litauischen Universität für Gesundheitswissenschaften
- Veterinärakademie der Litauischen Universität für Gesundheitswissenschaften

## Einrichtungen
- Universitätskliniken Kaunas
- Krankenhaus Kaunas der Litauischen Universität für Gesundheitswissenschaften
- Bibliothek und Informationszentrum der Litauischen Universität für Gesundheitswissenschaften